# Geo Kahani
Geo Kahani (urdu جیو کہانی) zabavni je televizijski kanal Geo TV mreže na urdu jeziku. Kanal emitira različit zabavni sadržaj, od kojih su najpopularnije turska TV drama Mera Sultan i indijska TV drama Jodha Akbar.

## Trenutni program

### Pakistanski sadržaj
- Subh Ki Kahani

### Indijski sadržaj
- Yeh Vaada Raha
- Qubool Hai
- Kaala Teeka
- Ek Tha Raja Ek Thi Rani
- Kumkum Bhagya
- Bhoomi Kay Sapne
- CID
- Darr Sabko Lagta Hai
- Razia Sultan

### Američki sadržaj
- Kralj lavova

### Turski sadržaj
- 1001. noć
- Mera Sultan
- Inteqam
- Iffet